# Yekaterina Gueladze
Ekaterine Giorgis asuli Gueladze (en georgiano: ეკატერინე გიორგის ასული ჯუღაშვილი; 5 de febrero de 1858-4 de junio de 1937) fue la madre de Iósif Stalin.

## Biografía
Nació en una humilde familia cristiana ortodoxa georgiana en Gambareuli del Imperio ruso en 1858. Su padre, Glakh Gueladze, era un alfarero quien falleció joven, a pesar de criarse en un ambiente precario, su madre Melania se aseguró que de alguna manera Keke aprendiera a leer y escribir en georgiano.
A los 17 años, conoció y se casó con Vissarión Dzhugashvili. Sus dos primeros hijos murieron poco después de nacer, el primero, Mijaíl en 1875 y en 1877 Gueorgui de sarampión. Su tercer y último hijo, Iósif, nació el 18 de diciembre de 1878 y sobrevivió. Apodado Sosó, Iósif se crio en un hogar violento, pues su padre fue incesantemente alcohólico y los golpeaba a ambos con frecuencia. Una vez, Iósif fue golpeado tan duro, que orinó sangre. Cuando atacaba a Yekaterina, ocasionalmente ella se defendía. Una vez, al ver sangre, Iósif corrió hacia el jefe de policía gritando «¡Ayuda! ¡Venga rápido! ¡Están matando a mi mamá!», hasta arrojó un cuchillo a su padre para defenderla. Antes de tener 10 años, Vissarión abandonó el hogar familiar (algunas fuentes dicen que fue rechazado por su esposa). Para mantenerse a sí misma y a su hijo, Yekaterina tomó cualquier trabajo servil disponible, principalmente tareas de la casa, costura y lavado.[cita requerida] Tuvieron nueve viviendas en la próxima década. Regresó una vez cuando su marido prometió mejorar, pero pronto se fue a vivir con el padre Charkviani.
Yekaterina trabajaba a menudo en las casas de ricos comerciantes judíos en Gori y, a veces, llevaba a su hijo con ella. Hizo trabajo de casa para Davrichewy, lavado para Egnatashvili (padrino de su boda) con el que pudo haber tenido una aventura amorosa. Vissarión rompería las ventanas de una taberna cuando se enteró de ello. Ella, finalmente se estableció en una tienda de alta costura en la que trabajó durante 17 años. De Iósif se decía que había sido un muchacho inteligente frente algunos de los jefes de familia, incluyendo a David Pismamédov, quien le dio dinero y libros para leer.
El deseo de su madre era verlo convertirse en obispo y, de alguna manera, guardó suficiente dinero para su educación, tal vez con la ayuda de Pismamédov. En 1888, ella logró inscribirle en un colegio especial, y, más tarde, con su apoyo materno, obtuvo una beca para estudiar en el Seminario Teológico de Tiflis, una institución ortodoxa georgiana que asistió desde los 16 años. En 1890, Vissarión lo secuestró después de un accidente en la calle y lo hizo trabajar en una fábrica de calzado. Yekaterina, desesperada, luchó para enviarlo de vuelta al colegio, apelando a todos sus amigos e incluso de la Iglesia georgiana. Ella, ahora lavaba para el presidente de la junta escolar con un salario de 10 rublos al mes. Estuvo tan enojada con Iósif cuando fue expulsado del seminario que se marchó fuera de Gori por un tiempo, sus amigos le llevaban comida.
Más tarde, cuando Iósif (ahora conocido como Stalin) logró prominencia en el régimen comunista en la década de 1920, la instaló en un palacio en el Cáucaso, anteriormente utilizado por el virrey del zar Nicolás II. Allí se dice que ocupaba solamente una pequeña habitación desde donde escribía cartas frecuentes (en georgiano, pues nunca consiguió aprender bien ruso) para su hijo y su nuera Nadezhda Alilúyeva, aunque Stalin visitó a su madre muy pocas veces después de la Revolución Rusa. 
Falleció en junio de 1937, con 79 años de edad.